# Joy Maria Bai
Joy Maria Bai (* 1985 in Bonn) ist eine deutsch-koreanische Schauspielerin.

## Leben
Die Tochter koreanischer Eltern studierte Schauspiel an der Otto-Falckenberg-Schule in München (2006–2010) und an der William Esper School in New York (2010–2011). Sie wirkte am Schauspielhaus Zürich, am Schauspielhaus Dresden, den Münchner Kammerspielen, dem Ballhaus Naunynstraße, der Schauburg in München, der Oper Bielefeld, den Nibelungenfestspiele Worms und der Volksbühne Berlin. 2018 sprach sie das Hörspiel Satomis Geheimnis ein. Ihre letzte Hauptrolle spielte sie 2024 im Kurzfilm Fantasy of Love.

## Filmographie (Auswahl)
Wo nicht anders ausgewiesen handelt es sich um einen Fernsehspielfilm.
- 2005: Heimliche Liebe – Der Schüler und die Postbotin
- 2006: Schonzeit
- 2007: Der Alte (Fernsehserie, Folge „Stumme Zeugin“)
- 2008: Alles was recht ist (Fernsehreihe)
- 2010: Notruf Hafenkante (Fernsehserie, Folge „Heiße Ware“)
- 2011: Der Chinese
- 2011: Hopfensommer
- 2013: Seegrund. Ein Kluftingerkrimi (Fernsehreihe)
- 2014: Seme – Schlage nicht, um zu gewinnen. Gewinne, dann schlage
- 2014: Ein Sommer in Amsterdam
- 2015: Begierde – Mord im Zeichen des Zen
- 2016: Wild (Kinospielfilm)
- 2016: Letzte Spur Berlin (Fernsehserie, Folge „Sternenstaub“)
- 2017: Einstein (Fernsehserie, Folge „H2O“)
- 2018: Ihr seid natürlich eingeladen
- 2018: Abgeschnitten (Kinospielfilm)
- 2019: Golden Twenties (Kinospielfilm)
- 2019: SOKO Potsdam (Fernsehserie, Folge „Selbstmordbaum“)
- 2019: Über die Grenze: Rausch der Sterne (Fernsehreihe)
- 2021: Familie Bundschuh – Woanders ist es auch nicht ruhiger
- 2022: Höllgrund (Miniserie, 1 Folge)
- 2022: Tatort: Das Herz der Schlange
- 2023: Mordsschwestern – Verbrechen ist Familiensache
- 2023: Morin (Fernsehfilm)

## Hörspiele (Auswahl)
- 2018: Jonas Rothlaender: Satomis Geheimnis. Realisiert mit Unterstützung des Goethe-Instituts/Villa Kamagawa, Kyoto (Satomi) – Komposition und Regie: Jonas Rothlaender (Original-Hörspiel – SWR)
- 2020: Nis-Momme Stockmann, Charlotte Simon, Toben Piel: Der sich langsam WIRKLICH etwas seltsam entwickelnde Kongress der Thanatologen (2013) (Franziska von Oettingen, E-Wächter, Gritti, Fink und andere) – Regie: Nis-Momme Stockmann, Charlotte Simon, Toben Piel, Les Trucs (Originalhörspiel – NDR)